# Bobby Bandiera

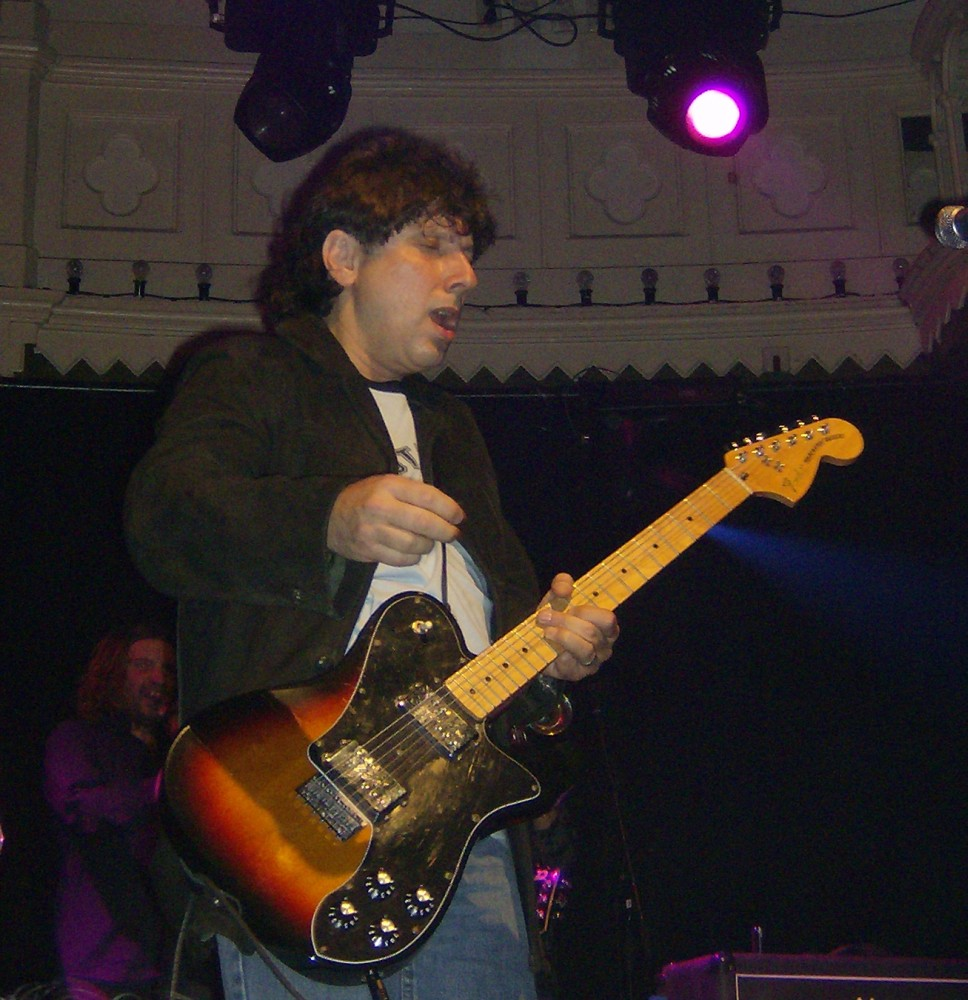
Bobby Bandiera in 2006

Bobby Bandiera (19 oktober 1953) is een Amerikaanse rockgitarist, zanger en tekstschrijver uit New Jersey.
Bandiera speelde als tweede gitarist voor Bon Jovi bij liveoptredens van 2005 tot heden en was hoofdgitarist van Southside Johnny en de Asbury Jukes. Bandiera en zijn band (The Bobby Bandiera Band) ondersteunden Bruce Springsteen bij benefietconcerten.